# Laurencekirk
Laurencekirk, ehemals Kirkton of Conveth oder St Laurence, ist eine Ortschaft in der schottischen Council Area Aberdeenshire. Sie ist der Hauptort des gleichnamigen Parishs und die größte Ortschaft des Distrikts Howe of the Mearns. Sie liegt etwa 35 km südwestlich von Aberdeen und 45 km nordöstlich von Dundee etwa sieben Kilometer von der Nordseeküste entfernt. Im Jahre 2011 verzeichnete Laurencekirk 2925 Einwohner.

## Geschichte
In der Umgebung von Laurencekirk finden sich zahlreiche Belege historischer Besiedlung. Hierzu zählt der rund acht Kilometer in einem Wäldchen nahe dem North Esk gelegene Capo Long Barrow, ein Erdhügel aus neolithischer Zeit. Der spätneolithische oder frühbronzezeitliche Grabhügel Erskine’s Knap liegt 2,5 Kilometer nordöstlich. Auf einer Anhöhe drei Kilometer südöstlich befindet sich der bronzezeitliche Cairn am Tower of Johnston.
Ursprünglich Kirkton of Conveth oder St Laurence genannt, war Laurencekirk Standort einer dem Laurentius von Canterbury geweihten Kirche. Mit dem Kauf des Guts in den 1770er Jahren ließ Francis Garden, Lord Gardenstone die Ortschaft zur heutigen Plansiedlung umgestalten. Garden ließ dort eine Herberge errichten und führte die industrielle Handweberei ein. 1779 wurde Laurencekirk als Burgh of Barony installiert. Die 1804 errichtete Laurencekirk Parish Kirk ist neogotisch ausgestaltet.

## Verkehr
Die A90, die Edinburgh mit Fraserburgh verbindet, tangiert Laurencekirk im Süden und gewährleistet den Anschluss an das Fernstraßennetz. Laurencekirk besaß einen Bahnhof, der jedoch 1967 zunächst aufgelassen wurde. Im Jahre 2009 wurde er für 3 Millionen £ renoviert und wiedereröffnet. Er wird regelmäßig von der Edinburgh to Aberdeen Line bedient. Das Bahnhofsgebäude ist denkmalgeschützt.

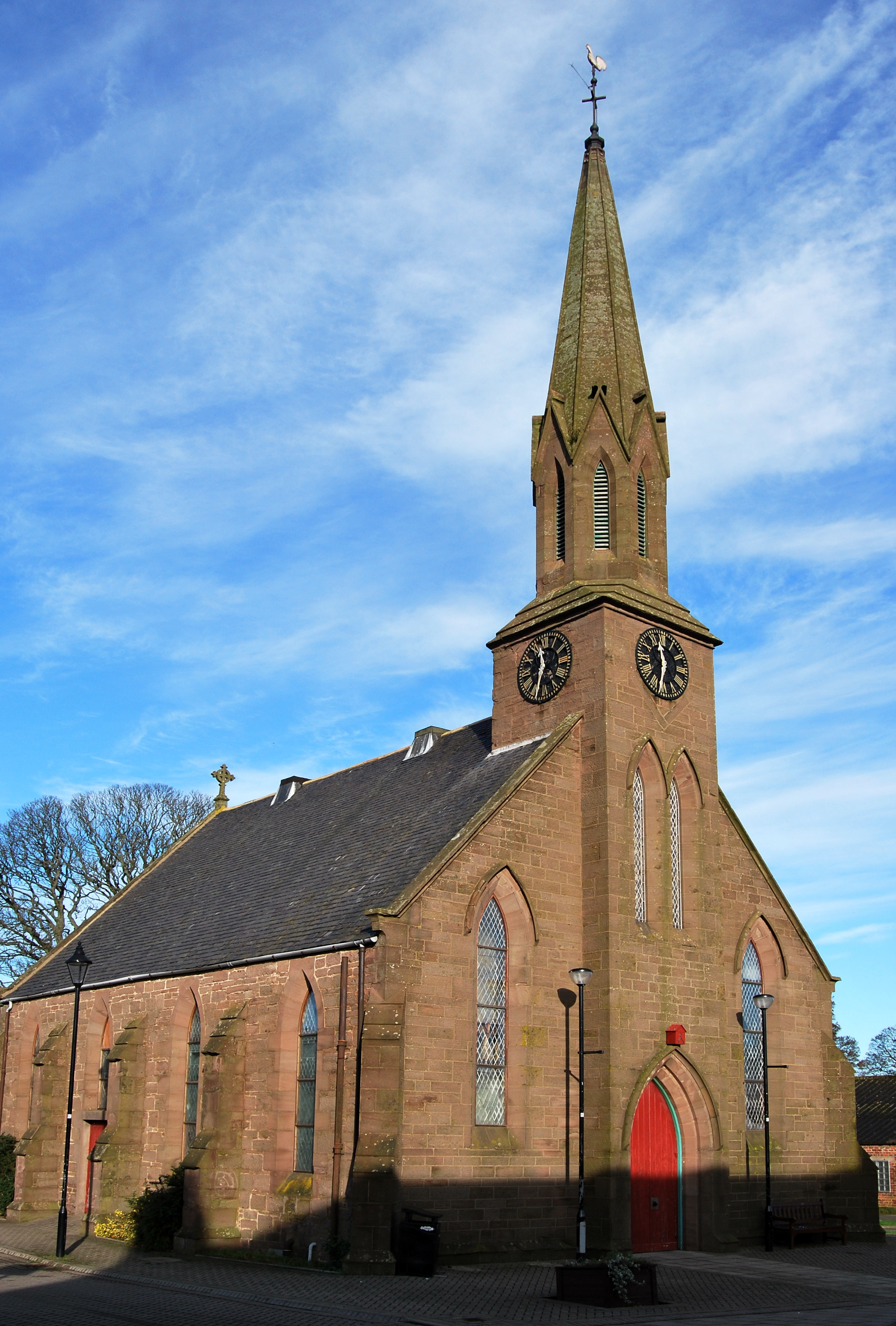
Laurencekirk Parish Kirk
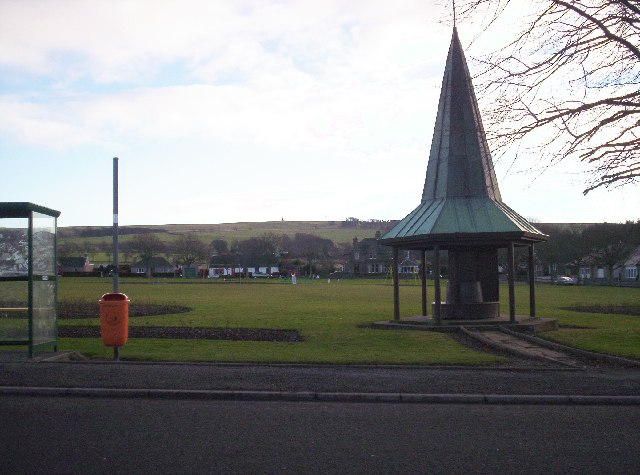
Park in Laurencekirk
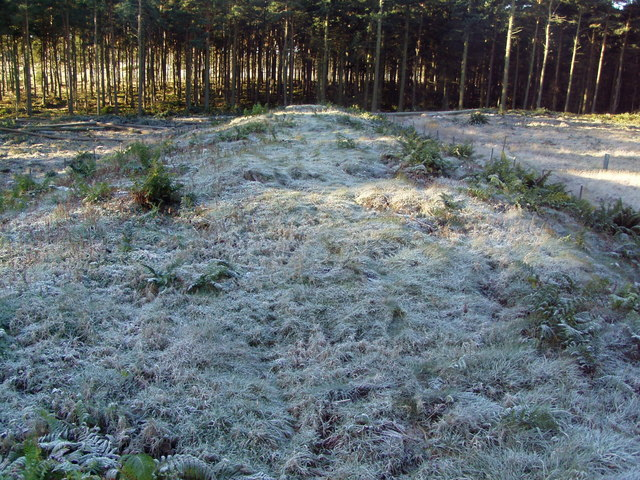
Capo Long Barrow